# Santa Úrsula Coapa
Santa Úrsula Coapa es una colonia ubicada en una de las subdivisiones de coordinación territorial de la alcaldía Coyoacán, en la zona sur de la Ciudad de México. Según la cita de la Dirección General de Regulación de la Tenencia de la Tierra, "Santa Úrsula Coapa se encuentra ubicada al sureste del centro de Coyoacán. Limita al sur con el Estadio Azteca; al norte con la colonia El Reloj; al este con la calzada de Tlalpan y al oeste con la colonia Pedregal de Santa Úrsula (...)".
Según este mismo autor, es necesario desmitificar que Coyoacán es solamente su centro histórico y sus barrios coloniales, ya que también existen viejos barrios prehispánicos dentro de esta delegación, como es el caso de Santa Úrsula Coapa, que se caracterizó por haberse transformado de un modo de vida rural al urbano, ya que dentro de la misma realmente la urbanización se hizo presente de manera paulatina a partir de los años setenta. Poco tiempo antes de entrados los años setenta, en Santa Úrsula Coapa aún existían zanjas con aguas cristalinas (mejor conocidos como ojos de agua), fauna y flora propia del lugar, tales como víboras, ranas, grillos, luciérnagas, escorpiones, tarántulas y otros que hoy ya casi desaparecieron por completo.[cita requerida]
Asimismo, este autor ubicó la existencia de una importante tradición oral en Santa Úrsula Coapa que ha permitido reconocer que en esta zona hubo asentamientos humanos desde la época prehispánica, donde el modo de vida de sus pobladores es y fue muy distinto al de los habitantes del centro de la delegación Coyoacán.[cita requerida]
Anteriormente a Santa Úrsula Coapa se le conocía con el nombre de Coapatl y posteriormente su nombre actual se le asignó cuando el pueblo, durante la época de la conquista, comenzó a rendir culto a Santa Úrsula Virgen y Mártir, por lo cual, inicialmente, durante el siglo XVIII se le conocía como el barrio de Santa Úrsula Coapatl perteneciente a la villa de Coyoacán, mientras que actualmente se le conoce como Santa Úrsula Coapa debido a su relación y cercanía con la Hacienda de Coapa que, según Baltazar Gómez Pérez, era considerada por la Corona española como una de las mejores. Muchos de los pobladores del barrio de Santa Úrsula trabajaban en la Hacienda de Coapa, por lo que posteriormente, a través del tiempo, esta zona cambió su nombre al de Santa Úrsula Coapa.